# Selago articulata
Selago articulata är en flenörtsväxtart som beskrevs av Carl Peter Thunberg. Selago articulata ingår i släktet Selago och familjen flenörtsväxter. Inga underarter finns listade i Catalogue of Life.